# Katherine Lim
Katherine Lim (* 24. Mai 1993 in Piedmont, Kalifornien) ist eine US-amerikanisch-philippinische Fußballspielerin. 

## Leben
Lim besuchte in Piedmont, Kalifornien die Piedmont High School und machte 2010 hier ihren High School abschluss. Im Herbst 2011 schrieb sie sich an der Boston University für ihr Rehabilitation und Gesundheits Studium ein.

## Karriere

### Verein
Lim startete ihre Karriere mit den East Bay United Soccer Club. Während ihrer Zeit für Bay Oaks spielte sie von 2007 bis 2011 für Piedmont High School Highlanders dem Athletic Women Soccer Team. Nach ihrem High-School-Abschluss wechselte sie 2011 an die Boston University, wo sie für die Terriers spielt.

### Nationalmannschaft
Lim nahm für die Philippinische Fußballnationalmannschaft der Frauen im Herbst 2012 am LA Viking Cup teil und gewann mit dem Team das Turnier.